# 麥肯齊·高爾
麥肯齊·埃文·高爾（英語：MacKenzie Evan Gore，1999年2月24日—），為美國職棒大聯盟的投手，目前效力於華盛頓國民，他先前曾效力於聖地牙哥教士。

## 職業生涯

### 小聯盟
高爾在2017年大聯盟選秀前被認為是全國優秀的潛力新秀之一，最終他在首輪第三順位探花之姿被教士選走。該年他在新人聯盟吞下1敗，防禦率1.27。2018年，他在高階1A拿下2勝5敗，防禦率4.45。
2019年，高爾升上1A，並入選未來之星明星賽。他在1A拿下7勝1敗，防禦率1.02的成績，最後在7月升上2A。
2020年，小聯盟賽事因COVID-19疫情肆虐而全面暫停。2021年，高爾升上3A。不過他在先發6場比賽的防禦率高達5.85，而且還因為手指起水泡進入傷兵名單。11月19日，教士隊透過規則五選秀將高爾放進40人名單內。

### 聖地牙哥教士
2022年4月15日，高爾登上大聯盟，他先發5+1⁄3局失2分，無關勝敗。4月20日，他拿下大聯盟首勝。後來布萊克·史涅爾和Mike Clevinger傷癒歸隊，教士啟用6人先發輪值，高爾便一直待到5月結束。後來他在7月下旬左手肘發炎進入傷兵名單。

### 華盛頓國民
2022年8月2日，教士將高爾、C·J·艾布拉姆斯、盧克·沃伊特、Robert Hassell III、James Wood和Jarlín Susana交易到國民，換來胡安·索托和喬許·貝爾。高爾在剩餘球季都在3A投球，沒有在大聯盟留下出賽記錄。

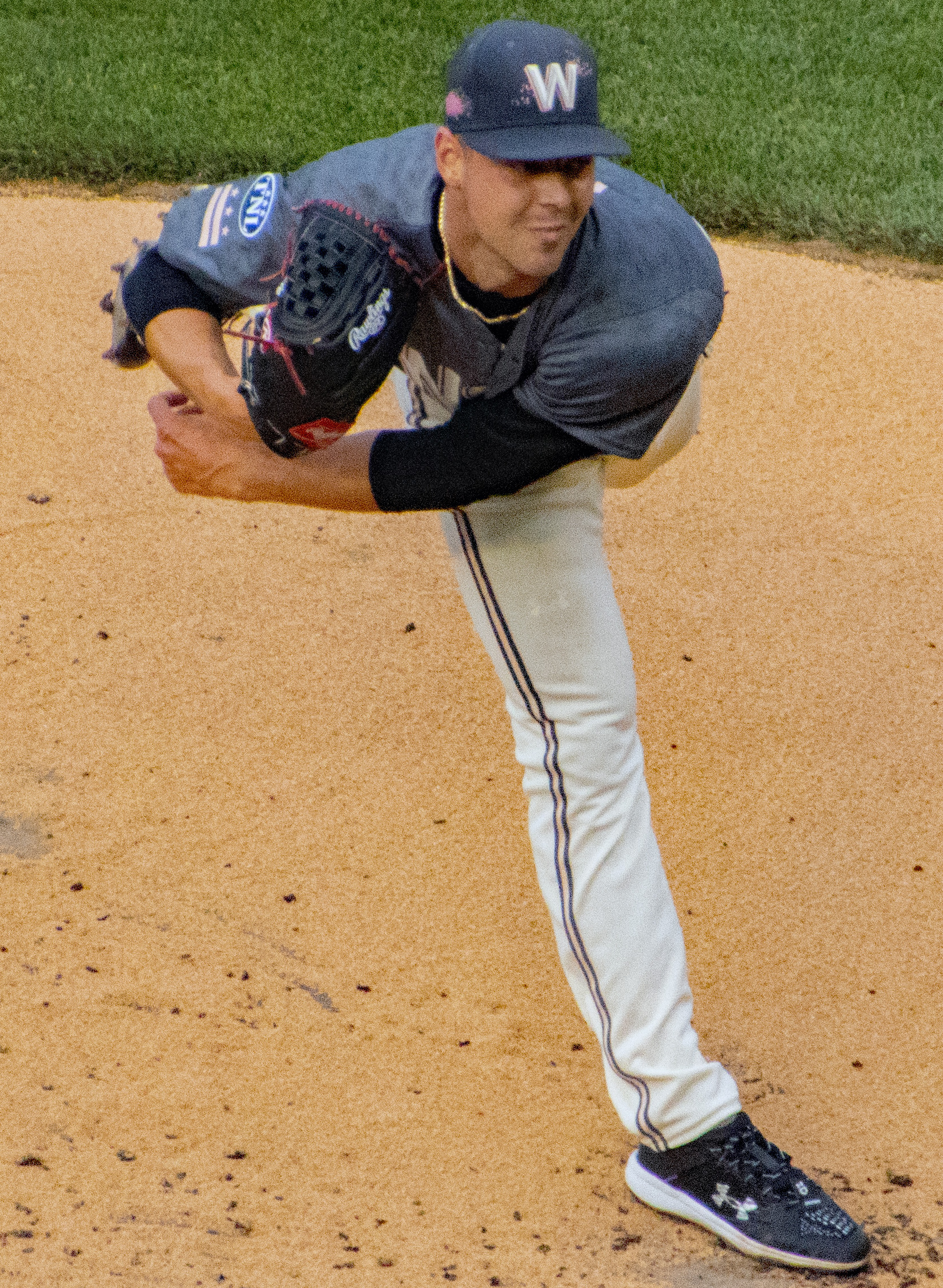
2023年的高爾

2023年6月25日，高爾面對老東家教士，開局連續投出6次三振，寫下隊史紀錄。整季他的防禦率為4.42。2025年，高爾獲選為國民開幕戰先發。他在開幕戰投出13次三振，刷新隊史紀錄。

## 外部連結
- 球員資訊和成績在MLB ，ESPN，Baseball Reference，Baseball Reference (Minors) ，Fangraphs，The Baseball Cube （英文）